# Perizoma russata
Perizoma russata är en fjärilsart som beskrevs av Tutt 1890. Perizoma russata ingår i släktet Perizoma och familjen mätare. Inga underarter finns listade i Catalogue of Life.